# ياويوروزو (استديو)
شركة ياويوروزو المحدودة (باليابانية: ヤオヨロズ株式会社، بالروماجي: Yaoyorozu Kabushiki gaisha) هو استوديو رسوم متحركة ياباني، تأسس في أغسطس 2013 واغلق في أبريل 2020، ويقع مقره في ميناتو، طوكيو.

## أعمال الاستوديو

### مسلسلات أنمي تلفزيونية
| العنوان                                                    | القناة         | تاريخ بداية العرض | تاريخ نهاية العرض | عدد الحلقات | المراجع |
| ---------------------------------------------------------- | -------------- | ----------------- | ----------------- | ----------- | ------- |
| Straight Title Robot Anime                                 | أن أو تي تي في | 6 فبراير 2013     | 24 أبريل 2013     | 12          | [ 5 ]   |
| Tesagure! Bukatsu-mono                                     | تلفزيون نيبون  | 5 أكتوبر 2013     | 29 ديسمبر 2013    | 12          | [ 6 ]   |
| Tesagure! Bukatsu-mono Encore                              | أن تي في       | 12 يناير 2014     | 29 مارس 2014      | 12          | [ 7 ]   |
| Minarai Diva                                               | طوكيو إم إكس   | 14 يوليو 2014     | 22 سبتمبر 2014    | 10          | [ 8 ]   |
| Tesagure! Bukatsumono Spin-off Purupurun Sharumu to Asobou | أن تي في       | 5 أبريل 2015      | 28 يونيو 2015     | 12          | [ 9 ]   |
| كِمونو فريندز [الإنجليزية]                                  | تلفزيون طوكيو  | 10 يناير 2017     | 28 مارس 2017      | 12          | [ 10 ]  |
| Kemurikusa                                                 | طوكيو إم إكس   | 9 يناير 2019      | 27 مارس 2019      | 12          | [ 11 ]  |

## وصلات خارجية
- الموقع الرسمي باللغة اليابانية
- ياويوروزو (استديو) على موقع IMDb (الإنجليزية)